# Basler Hockey Club 1911
Der Basler Hockey Club 1911 ist der älteste Hockeyverein der Schweiz. Er wurde 1911 in Basel gegründet und hat aktuell 250 Mitglieder, die in verschiedenen Ligen von Swiss Hockey (bis 2015 Schweizerischer Landhockeyverband) spielen. Das Damenteam spielt in der Nationalliga A (NLA), die Herren in der NLA (Halle/Feld). Austragungsort der Heimspiele sind die Sportanlagen Rankhof im Kleinbasel.

## BHC-Chronik
Das moderne Hockey wurde aus England in die Schweiz gebracht. Dies geschah vor allem durch englische Studenten, welche an Westschweizer Instituten studierten, aber auch durch Schweizer Studenten, welche vom Studium aus England zurückkehrten. Doch nicht nur die Westschweiz entdeckte den Hockeysport für sich, auch in Basel erfreuten sich immer mehr Leute am schnellen Ballspiel mit dem Krummstock. Eine wichtige Rolle spielte bei dieser Entwicklung Fritz Senn, welcher das Hockeyspiel in einem Westschweizer Internat entdeckt hatte und nach Basel brachte. Am 24. Juni 1911 wurde der Hockey-Club Basel (HCB) gegründet, und somit stand dem ersten Hockeyspiel in der Schweiz nichts mehr im Wege. Dieses fand am 14. April 1912 auf der Margarethenwiese zu Basel mit acht gegen acht Spielern zwischen dem HC Basel und der Mannschaft des RHC Genf statt. Zeitweise war der HCB in Untersektionen bei Old Boys oder dem FC Basel angegliedert. 1942 entstand aus dem Zusammenschluss vom HCB und HC Old Fellows der neue Vereinsname. Die DHC Baslerdybli wurden 1994 in den BHC integriert. Zwei Jahre später holten die Damen den bisher letzten Meisterschaftskübel von insgesamt 31 Titeln (Damen und Herren) nach Basel.
Zum 75. Jubiläum des Vereins wurde 1986 ein Reader namens BHC 1911 – 75 Jahre verfasst. Zum 100-jährigen Bestehen wurde 2011 ein Buch veröffentlicht. Zu den grössten sportlichen Erfolgen des Vereins zählen neben den diversen Schweizer Meisterschafts- und Cuptitel die Teilnahmen an Europacup-Turnieren in Amiens, Cagliari und Gibraltar.

## Juniorenabteilung
Die Juniorenabteilung ist mit über 100 Knaben und Mädchen eine der grössten der Schweizer Hockeyszene. Die 7 Juniorenteams belegen in ihren Altersklassen regelmässig Podestplätze. Die letzten Meistertitel feierten die U14-Junioren 2014/15 sowohl in der Hallenmeisterschaft als auch in der Feldmeisterschaft in der Kategorie Elite sowie die U17-Elite in der Hallen- und der Feldmeisterschaft 2016/17. Zu den Höhepunkten des Vereinsjahres zählt das einwöchige Hockeylager in Limburg an der Lahn (Deutschland).

## Erfolge
| Eurocupbilanz Herren Feld |                       |        |       |           |
| Jahr                      | Wettbewerb            | Niveau | Platz | Ort       |
| 1979                      | Club Champions Cup    | 1      | 11    | Den Haag  |
| 1980                      | Club Champions Cup    | 1      | 12    | Barcelona |
| 1992                      | Club Champions Trophy | 2      | 5     | Gibraltar |

- Herrenmannschaft
  - Schweizer Feldmeister: 1924 (Old Boys), 1978, 1979, 1988, 1991
  - Schweizer Hallenmeister: 1979, 1980, 1982, 1983, 1984, 1991, 1992
  - Cupsieger: 1977, 1980

- Damenmannschaft (Baslerdybli)
  - Schweizer Feldmeister: 1957, 1958, 1965, 1973, 1976, 1981, 1982, 1983
  - Schweizer Hallenmeister: 1967, 1973, 1978, 1981, 1982, 1983, 1984, 1996
  - Cupsieger: 1966, 1978